# 8446 Tazieff
8446 Tazieff eller 1973 SB6 är en asteroid i huvudbältet som upptäcktes den 28 september 1973 av den rysk-sovjetiske astronomen Nikolaj Tjernych vid Krims astrofysiska observatorium på Krim. Den har fått sitt namn efter den fransk-belgiske, vulkanologen och politikern Haroun Tazieff.
Asteroiden har en diameter på ungefär 2 kilometer och den tillhör asteroidgruppen Massalia.